# Марк Гартнетт
Марк Гартнетт (англ. Mark Hartnett; (1960-ті , Вікторія )) — колишній австралійський тенісист.
Найвищу одиночну позицію світового рейтингу — 400 місце досяг 23 березня 1987, парну — 308 місце — 25 червня 1984 року.

## Фінали ATP Челленджер

### Парний розряд: 1 (0–1)
| Ранг    | Результат | Дата     | Турнір          | Покриття | Партнер      | Суперники                       | Рахунок  |
| ------- | --------- | -------- | --------------- | -------- | ------------ | ------------------------------- | -------- |
| Поразка | 1.        | Січ 1984 | Перт, Австралія | Трава    | Пітер Картер | Бродерік Дайк Джон Ван Ностранд | 2–6, 3–6 |